# Halo (musikgrupp)
Halo (hangul: 헤일로) är ett sydkoreanskt pojkband bildat år 2014 av Histar Entertainment.
Gruppen består av de sex medlemmarna Dino, Inhaeng, Ooon, Jaeyoung, Heecheon och Yoondong.

## Medlemmar
| Artistnamn   | Artistnamn | Födelsenamn     | Födelsenamn | Födelsedatum     |
| Romanisering | Hangul     | Romanisering    | Hangul      | Födelsedatum     |
| ------------ | ---------- | --------------- | ----------- | ---------------- |
| Dino         | 디노       | Jo Sung-ho      | 조성호      | 25 december 1990 |
| Inhaeng      | 인행       | Lee In-haeng    | 이인행      | 21 april 1992    |
| Ooon         | 오운       | Jung Young-hoon | 정영훈      | 15 januari 1993  |
| Jaeyoung     | 재용       | Kim Jae-young   | 김재용      | 13 februari 1994 |
| Heecheon     | 희천       | Kim Hee-cheon   | 김희천      | 2 september 1994 |
| Yoondong     | 윤동       | Kim Yoon-dong   | 김윤동      | 19 februari 1995 |

## Diskografi

### Album
| Albuminformation                                    | Topplacering          | Topplacering   |
| Albuminformation                                    | Sydkorea (Gaon Chart) | Japan (Oricon) |
| Koreanska                                           | Koreanska             | Koreanska      |
| --------------------------------------------------- | --------------------- | -------------- |
| 38°C (Singelalbum) - Släppt: 26 juni 2014           | 17                    | —              |
| Hello Halo (Singelalbum) - Släppt: 20 november 2014 | 6                     | —              |
| Grow Up (Singelalbum) - Släppt: 28 maj 2015         | 11                    | —              |
| Young Love (EP-skiva) - Släppt: 3 december 2015     | 14                    | —              |
| Happy Day (EP-skiva) - Släppt: 2 september 2016     | 14                    | —              |
| Japanska                                            |                       |                |
| Heaven Heaven (Singelalbum) - Släppt: 8 juli 2016   | —                     | 50             |
| Jasmine (Singelalbum) - Släppt: 15 mars 2017        | —                     | —              |

### Singlar
| År        | Titel                   | Topplacering          | Topplacering   |
| År        | Titel                   | Sydkorea (Gaon Chart) | Japan (Oricon) |
| Koreanska | Koreanska               | Koreanska             | Koreanska      |
| --------- | ----------------------- | --------------------- | -------------- |
| 2014      | "Fever"                 | —                     | —              |
| 2014      | "Come On Now"           | —                     | —              |
| 2015      | "Surprise"              | —                     | —              |
| 2015      | "While You're Sleeping" | —                     | —              |
| 2015      | "Feels Good"            | —                     | —              |
| 2016      | "Mariya"                | —                     | —              |
| Japanska  |                         |                       |                |
| 2015      | "Fever"                 | —                     | —              |
| 2016      | "Heaven Heaven"         | —                     | 50             |
| 2017      | "Jasmine"               | —                     | —              |